# Première Nation de Wiikwemkoong
La Première nation de Wiikwemkoong (ou Wikwemikong) est une Première Nation dont le territoire est situé sur l'île Manitoulin dans le nord de l'Ontario, au Canada. Le territoire non cédé de Wiikwemkoong (surnommé « Wiky » et anciennement nommé Wikwemikong) constitue la réserve principale de la Première Nation et est situé au nord-est de l'île Manitoulin, dans le district de Manitoulin. Wiikwemkoong est une réserve autochtone non cédée, ceci signifiant que les autochtones n'ont pas « cédé le titre de ses terres au gouvernement par traité ou autrement ».
Les membres de la Première Nation sont de descendance ojibwée, outaouaise et potéouatamie, trois peuples faisant partie du Conseil des Trois Feux.

## Toponymie
Le toponyme ojibwé local, du dialecte manitoulin, est Wiikwemkong. La forme locative « -ong » (« à ») est ajoutée comme suffixe à Wiikwemik qui signifie « baie avec un fond en pente douce ». L'orthographe  Wikwemikong provient de dialectes parlés ailleurs (ou à des époques antérieures) qui conservent le i. L'élément initial « wiikwe- » apparaît sous d'autres formes comme « baie » ; l'élément médian « -mik » ne peut pas être pour amik (castor), sa forme locale étant mik, une étymologie populaire qui viole les règles de formation de la racine linguistique algonquienne. Il peut être identifié comme une variante de l'élément médian aamik-, qui apparaît, par exemple, dans l'ojibwé du sud-ouest minaamikaa (« il y a des brisants, des hauts-fonds, des bancs (de sable ou de rochers) »), qui a initialement min- (« insulaire »). La présence ou l'absence de aa- se retrouve dans plusieurs éléments médiaux en ojibwé et dans d'autres langues algonquiennes.

## Réserves
La Première Nation bénéficie de deux réserves indiennes, soit Wikwemikong Unceded Reserve, la principale, et Point Grondine 3. L'ancien nom de la réserve Wikwemikong était la « Réserve indienne non cédée de Manitoulin ». La bande de Wiikwemkoong le change le 20 août 1968 pour son nom actuel.

## Géographie
La Première Nation de Wiikwemkoong occupe une grande péninsule à l'extrémité est de l'île Manitoulin, qui est reliée au reste de l'île par un isthme séparant South Bay de Manitowaning Bay. L'accès principal à la réserve se fait par Wiikwemkoong Way, qui continue à l'extérieur de la réserve sous le nom de Cardwell Street et se connecte à la route 6 à Manitowaning. La réserve est d'une superficie de 412,97 km2 (159,4 mi2)   et constitue ainsi la cinquième plus grande réserve indienne au Canada par sa superficie. Elle est bordée à l'ouest par le canton d'Assiginack, par lequel la péninsule est reliée au reste de l'île Manitoulin. La grande majorité de la frontière de la réserve constitue, cependant, une frontière maritime avec la municipalité de Northeastern Manitoulin and the Islands, par laquelle elle est presque entourée à l'exception de sa frontière avec Assiginack.

## Culture
La Première Nation organise annuellement le festival culturel Wiikwemkoong (le Wiikwemkoong Pow-Wow) sur son territoire. Celui-ci a lieu à chaque année, la première fin de semaine du mois d'août.
Cet événement annuel est présenté comme le plus grand et le plus ancien pow-wow de l'Est du Canada. Considéré comme l'un des principaux pow-wow en Amérique du Nord, il est attendu par de nombreux danseurs autochtones qui participent à des compétitions de tous âges et mettant en vedette des danses traditionnelles, sur gazon, de fantaisie et des jingles.

## Personnalités liées
- Daphné Odjig, artiste
- Autumn Peltier, militante de l'eau
- Chris Simon, joueur de hockey de la LNH
- Shayne Corson, joueur de hockey de la LNH